# 4-я флотилия MAS
4-я флотилия MAS (итал. 4a Flottiglia MAS) — оперативно-тактическое соединение (флотилия) специального назначения Королевских военно-морских сил Италии, созданное на базе 10-й флотилии MAS, принимавшее участие в боевых и диверсионных действиях на Чёрном море во время Второй мировой войны, в период с мая 1942 по сентябрь 1943 года, и базировавшееся в различных портах оккупированного немецкими и румынскими войсками Крыма.
MAS — аббревиатура от итал. mezzi d'assalto (штурмовые средства) или от motoscafi armati siluranti (моторные торпедные катера).

## Формирование и отправка
Первоначальный план нападения Германии на Советский Союз выделял довольно скудные силы кригсмарине для морских операций на Чёрном море. Но уже через несколько недель после начала боевых действий верховное командование вермахта осознало, что контроль над Чёрным морем позволяет советскому военно-морскому флоту противостоять немцам с моря, снабжать свои военно-морские базы (например, Севастополь), а в случае осложнения ситуации с их обороной — эвакуировать значительную часть войск. Незначительные силы ВМФ Королевства Румынии, союзного нацистской Германии и имевшего выход к Чёрному морю, заставили верховное командование кригсмарине искать способы усиления военно-морских сил «оси» на черноморском театре военных действий. В частности, требовались торпедные катера и подводные лодки. Ближайший к немцам союзник, у которого имелся значительный опыт в постройке и использовании таких типов военных судов, была фашистская Италия. Немцы под впечатлением от диверсионных операций, проведённых на Средиземноморье итальянской 10-й флотилией MAS, запросили у итальянцев аналогичную флотилию для размещения её в Крыму и последующих действий на Чёрном море. Пожалуй, это был один из немногих случаев во время Второй мировой войны, когда немцы сами попросили о помощи своего главного союзника в Европе.

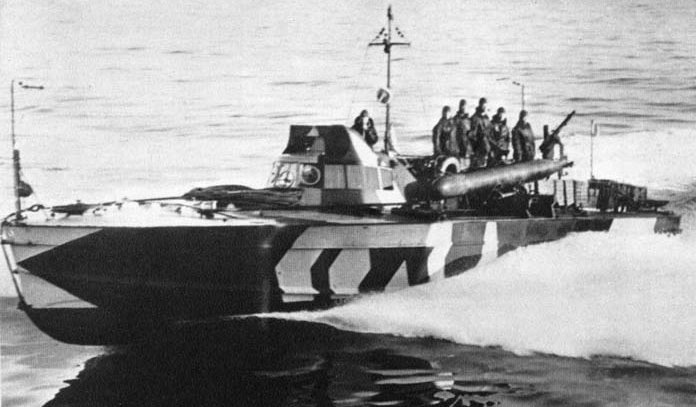
Торпедный катер MAS 500-го класса.

Сформулированная официально 14 января 1942 года от командующего кригсмарине гроссадмирала Эриха Рёдера, эта просьба была благосклонно встречена командованием Королевских ВМС Италии. Было решено с привлечением сил и средств 10-й флотилии MAS создать смешанную флотилию торпедных и штурмовых средств, первоначально состоявшую из четырёх торпедных катеров типа MAS 555 (организованных в 19-й дивизион), пяти взрывающихся катеров типа MTM и пяти малых торпедных катеров типа MTSM нового типа. Затем были добавлены первые шесть единиц новейших итальянских сверхмалых подводных лодок типа CB (номера от 01 до 06), производства фирмы Caproni, которые только что были приняты на вооружение. Из них был сформирован 1-й дивизион подводных лодок CB. Командующим новой 4-й флотилией MAS был назначен капитан Франческо Мимбелли (Francesco Membelli).

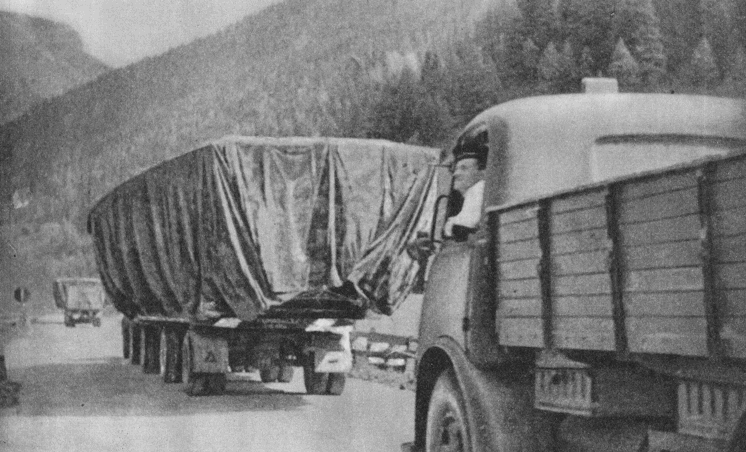
Транспортировка торпедных катеров MAS через Европу к Чёрному морю, 1942 год.

Флотилия была сформирована в Венеции и отправилась на Чёрное море 22 апреля 1942 года при помощи фирмы негабаритных перевозок Fumagalli из Милана. Транспортировка снаряжения осуществлялась сухопутным путём, через перевал Бреннер до Вены. Катера типа MAS были в полуразобранном состоянии, без верхней части, двигателей и оружия, установлены на специальные прицепы, которые буксировали автомобили-тягачи. В Вене катера были перемещены на Дунай и прошли своим ходом до румынского порта Констанца, куда они прибыли 2 мая. Сверхмалые подлодки CB отправились по железной дороге из Специи 25 апреля после того, как были максимально облегчены и также достигли Констанцы 2 мая. Для перевозки плавсредств была организована специальная автоколонна «Мокагатта» (Autocolonna Moccagatta), названная в честь капитана-лейтенанта 10-й флотилии MAS Витторио Мокагатта, погибшего в атаке на Мальту в июле 1941 года. Она состояла из 28 единиц техники. В комплекте снаряжения было также и оборудование для подготовки и технического обслуживания плавсредств флотилии. 23 мая автоколонна достигла оккупированного посёлка Форос на южной оконечности Крымского полуострова.

## Битва за Севастополь и Крым

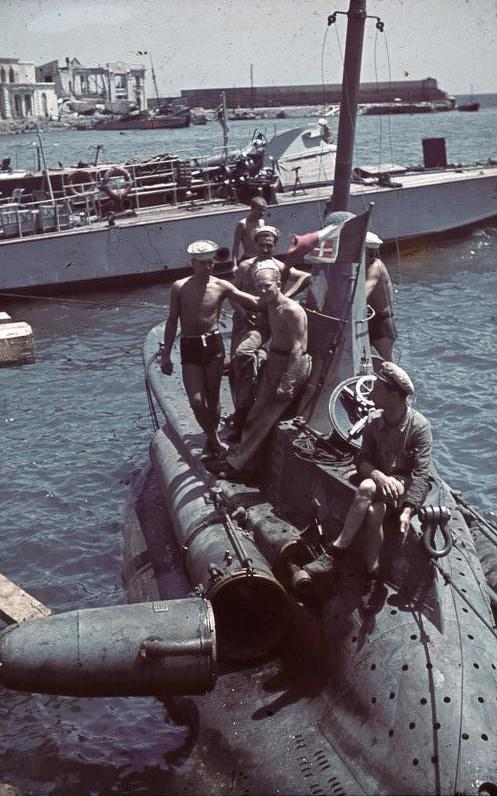
Сверхмалая субмарина CB в Крыму, 1942 год.

29 мая силы 4-й флотилии MAS выполнили свою первую военную миссию в Чёрном море (разведку для подразделений немецких торпедных катеров). 5 июня, завершив монтаж и по прибытии необходимого топлива, первые три сверхмалые субмарины CB отправили из Констанцы в Ялту. Во время перехода CB 2 совершила неудачную атаку на советскую подводную лодку. Остальные три CB достигли Ялты 11 июня. 13 июня подлодка СВ 5, стоявшая на якоре в Ялте, была потоплена советским торпедным катером, который проник в порт под прикрытием воздушного налёта, однако экипаж лодки выжил. 4-я флотилия MAS была немедленно направлена на борьбу с судами, осуществлявшими снабжение осаждённого Севастополя, важнейшего и ключевого порта, а также главной военно-морской базы Черноморского флота, который немецко-румынские войска штурмовали с октября 1941 года. 10 июня MTSM 216 атаковал советский лидер «Ташкент» недалеко от Севастополя. Однако атака не состоялась — не взорвалась выпущенная с катера торпеда. Также безрезультатным было нападение, проведённое катером MTSM 210 на следующий день против советского судна малого тоннажа.
15 и 18 июня, во время ночных рейдов у берегов Севастополя, итальянские сверхмалые подлодки CB 3 и CB 2 потопили две подводные лодки СССР, хотя данные разнятся. По одним данным это были подлодки Щ-213 и Щ-214, или Щ-208 и С-32 (другие источники приписывают их потопление немецкими самолётами).
18 июня произошло столкновение с участием двух катеров MAS и советским морским конвоем, состоящим из нескольких барж в сопровождении шести канонерских лодок: баржи были потоплены, при этом лейтенант катера MAS 571 был смертельно ранен. Между 27 и 28 июня итальянские подразделения были заняты имитацией высадки на южной оконечности Крыма с целью отвлечения защитников Севастополя от немецкого десанта через Северную бухту. Здесь итальянцами единственный раз на Чёрном море были задействованы взрывающиеся катера МТМ. 29 июня 1942 года один MTM 80 был направлен к берегу и взорван в районе порта Балаклавы возле советской 18-й батареи береговой обороны. Всего же с мая 1942 года и до конца осады Севастополя 4 июля торпедные катера MAS совершили 65 боевых выходов, в то время как катера MTSM и подводные лодки CB — соответственно 56 и 24 боевых выхода.

## Операции у Черноморского побережья Кавказа
В июле 1942 года 4-ю флотилию MAS начали перемещать в пункты базирования на Азовском море и Черноморском побережье Кавказа для поддержки сил «оси» в ходе начавшейся операции по захвату Кавказа. Кроме того, за 4-й флотилией MAS, состав которой был пополнен пришедшими из Италии ещё четырьмя катерами MAS, были закреплены базы в Ялте и в порту Феодосии. В ночь со 2 на 3 августа 1942 года, MAS 573 и 568 удалось значительно повредить крейсер «Молотов» и лидер «Харьков» к юго-западу от Керчи: MAS 568 удалось поразить «Молотов» торпедой, что вызывало серьёзные повреждения на корме, а «Харьков» был слегка повреждён взрывами глубинных бомб[как?]. «Молотову» удалось добраться до Батуми[уточнить], после чего крейсер долго не использовался, оставаясь в ремонте до конца июля 1943 года.
6 сентября MAS 568 к югу от Анапы потопил пароход водоизмещением примерно 3000 тонн. 9 сентября два катера MAS 571 и 573, стоя на якоре Ялте, были потоплены налётом советской авиации, который также привел к повреждению других трёх итальянских единиц: чтобы заменить два потерянных катера несколько новых MAS прибыли из Италии в октябре 1942 года. В связи с наступлением сил «оси» на юге России было предложено что четыре торпедных катера MAS и специальных средств могут быть отправлены Каспийское море, однако резкое изменение стратегической ситуации с ходом Сталинградской битвы не позволили осуществить эти планы. Деятельность 4-й флотилии MAS в Чёрном море в последние месяцы 1942 и в начале 1943 года шла без особых успехов и была затруднена из-за нехватки топлива для работы. 12 мая 1943 года был потерян торпедный катер MAS 572, после того как столкнулся с MAS 566 по ошибке из-за густого тумана.
После серии дискуссий между итальянцами и немцами, начавшихся уже в январе 1943 года, в мае было решено прекратить участие Италии в операциях на Чёрном море: после последней операции у советских берегов 13 мая семь оставшихся катеров MAS были доставлены к 20 мая и переданы на службу немцам в порт Ялты. Кригсмарине использовали на них свои немецкие экипажи обученные управлению этими судами в Италии. Специальные средства автоколонны «Моккагатта», практически, никак не проявили себя после окончания осады Севастополя и были уже возвращены на родину, начиная с марта 1943 года. Итальянские КВМС и кригсмарине не смогли прийти к соглашению о купле-продаже сверхмалых подлодок CB, которые, после периода работы и отдыха в порту Констанца, продолжали работать в Чёрном море с итальянскими экипажами. 26 августа CB 4 затопила советскую подводную лодку Щ-203 около Евпатории.
После капитуляции Италии 8 сентября 1943 года немцы захватили итальянские подводные лодки на их базе в Севастополе. Экипажи лодок продолжили работать вместе с немцами до 29 ноября, когда все лодки были переведены в Констанцу, где итальянские экипажи были интернированы румынскими властями. После долгих и сложных переговоров между Румынией и вновь образованной прогерманской Итальянской социальной республикой управление подлодками было официально возвращено уже Национальным республиканским военно-морским силам в июле 1944 года, которые, тем не менее, смогли вернуть в оперативные условия лишь одну подлодку CB 3. Четыре оставшихся CB были захвачены советскими войсками в Констанце, в ходе наступления Красной армии в Румынии, а затем использованы в послевоенное время для испытаний и изучения итальянского опыта.

## Состав
4-я флотилия MAS — командующий капитан-лейтенант Франческо Мембелли:
- 19-й дивизион MAS — корвет-капитан Кастанакки:
  - торпедные катера MAS 570, 571, 572, 573 (в октябре 1942 года прибыли 574, 575, вместо потопленных 571 и 573);
- 18-й дивизион MAS (с июля 1942) — лейтенант флота Де Джорджи:
  - торпедные катера MAS 566, 567, 568, 569;
- 101-й дивизион специальных средств — корвет-капитан Ленци и корвет-капитан Тодаро:
  - специальные торпедные катера MTSM 204, 206, 208, 210, 216;
  - 5 взрывающихся катеров типа МТМ;
- 1-й дивизион подлодок CB — лейтенант флота Лесен д’Aстон и лейтенант флота Соррентино:
  - CB 1, CB 2, CB 3, CB 4, CB 5, CB 6.